# Listă de filme de groază din 1999
Aceasta este o listă de filme de groază din 1999.
| Titlu                                    | Regizor                               | Distribuție                                                                | Țara                                                           | Note                |
| ---------------------------------------- | ------------------------------------- | -------------------------------------------------------------------------- | -------------------------------------------------------------- | ------------------- |
| Addicted to Murder 2: Tainted Blood      | Kevin J. Lindenmuth                   | Susan Little, Cloud Michaels, Sarah K. Lippmann                            | Statele Unite ale Americii                                     |                     |
| Alien Blood                              | Jon Sorensen                          | Shirley Clarke, Rebecca Stirling, Penelope Dudley                          | Statele Unite ale Americii                                     | [ 1 ]               |
| Apocalypse II: Revelation                | Andre van Heerden                     | Jeff Fahey, Nick Mancuso, Carol Alt                                        | Statele Unite ale Americii · Canada                            | [ necesită citare ] |
| The Astronaut's Wife                     | Rand Ravich                           | Johnny Depp, Charlize Theron, Joe Morton                                   | Statele Unite ale Americii                                     | [ 2 ]               |
| Audition                                 | Takashi Miike                         | Ryo Ishibashi, Eihi Shiina, Miyuki Matsuda                                 | Japonia                                                        | [ 3 ]               |
| Bats                                     | Louis Morneau                         | Lou Diamond Phillips, Dina Meyer, Bob Gunton                               | Statele Unite ale Americii                                     | [ 4 ]               |
| The Blair Witch Project                  | Daniel Myrick, Eduardo Sanchez        | Heather Donahue, Michael Williams, Joshua Leonard                          | Statele Unite ale Americii                                     | [ 5 ]               |
| Camp Blood                               | Brad Sykes                            | Jennifer Ritchkoff, Michael Taylor, Tim Young, Betheny Zolt                | Statele Unite ale Americii                                     | [ 6 ]               |
| Candyman: Day of the Dead                | Turi Meyer                            | Tony Todd, Nick Corri                                                      | Statele Unite ale Americii                                     | Direct-to-video     |
| Children of the Corn 666: Isaac's Return | Kari Skogland                         | John Franklin, Stacy Keach                                                 | Statele Unite ale Americii                                     | Direct-to-video     |
| Deep Blue Sea                            | Renny Harlin                          | Thomas Jane, Saffron Burrows, Samuel L. Jackson                            | Statele Unite ale Americii                                     | [ 9 ]               |
| Desecration                              | Dante Tomaselli                       | Irma St. Paule                                                             | Statele Unite ale Americii                                     | [ 10 ]              |
| The Fiancee of Dracula                   | Jean Rollin                           | Brigitte Lahaie, Sandrine Thoquet, Jacques Regis                           | Statele Unite ale Americii                                     | [ 11 ]              |
| End of Days                              | Peter Hyams                           | Arnold Schwarzenegger, Gabriel Byrne, Robin Tunney                         | Statele Unite ale Americii                                     | [ 12 ]              |
| Fantom Kiler 2                           | Roman Nowicki                         | Eliza Borecka, Andrej Jass, Magda Szymborska                               | Polonia                                                        |                     |
| Fear Runs Silent                         | Serge Rodnunsky                       | Billy Dee Williams, Suzanne Davis                                          | Statele Unite ale Americii                                     | Direct-to-video     |
| From Dusk Till Dawn 2: Texas Blood Money | Scott Spiegel                         | Robert Patrick, Bo Hopkins                                                 | Statele Unite ale Americii                                     | Direct-to-video     |
| Gemini                                   | Shinya Tsukamoto                      | Masahiro Motoki, Ryo, Yasutaka Tsutsui                                     | Japonia                                                        | [ 15 ]              |
| The Haunting                             | Jan de Bont                           | Liam Neeson, Catherine Zeta-Jones, Owen Wilson                             | Statele Unite ale Americii                                     | [ 16 ]              |
| The Haunting of Hell House               | Mitch Marcus                          | Colm O'Maonlai, Ciaran Davies, Brian Glanney                               | Statele Unite ale Americii                                     | [ 17 ]              |
| Hellblock 13                             | Paul Talbot                           | Gunnar Hansen, Jasi Cotton Lanier, Debbie Rochon                           | Statele Unite ale Americii                                     | Direct-to-video     |
| House on Haunted Hill                    | William Malone                        | Geoffrey Rush, Famke Janssen, Taye Diggs                                   | Statele Unite ale Americii                                     | Film remake         |
| The Hypnotist                            | Masayuki Ochiai                       | Goro Inagaki                                                               | Japonia                                                        | [ 20 ]              |
| Ice from the Sun                         | Eric Stanze                           | D. J. Vivona, Ramona Midgett                                               | Statele Unite ale Americii                                     | [ 21 ]              |
| The Item                                 | Dan Clark                             | Dan Clark, Dave Pressler                                                   | Statele Unite ale Americii                                     | [ 22 ]              |
| I, Zombie: The Chronicles of Pain        | Andrew Parkinson                      | Ellen Softley, Dean Sipling                                                | Regatul Unit al Marii Britanii și al Irlandei de Nord          | [ 23 ]              |
| Kolobos                                  | Daniel Liatowitsch, David Todd Ocvirk | Amy Weber, Donny Terranova                                                 | Statele Unite ale Americii                                     | [ 24 ]              |
| Lake Placid                              | Steve Miner                           | Bill Pullman, Bridget Fonda, Brendan Gleeson                               | Statele Unite ale Americii                                     | [ 25 ]              |
| Lover's Lane                             | Jon Ward                              | Diedre Kilgore, Brian Allemand, Anna Faris                                 | Statele Unite ale Americii                                     | [ 26 ]              |
| Lycanthrope                              | Bob Cook                              | Robert Carradine, Michael Winslow                                          | Statele Unite ale Americii                                     | [ 27 ]              |
| The Mummy                                | Stephen Sommers                       | Brandon Fraser, Rachel Weisz, Arnold Vosloo                                | Statele Unite ale Americii                                     | [ 28 ]              |
| Mutation                                 | Marc Fehse, Timo Rose                 | Mark Door, Juliane Block, Andreas Schnaas                                  | Germania                                                       | [ 29 ]              |
| The Nameless                             | Jaume Balagueró                       | Emma Vilarasau, Karra Elejalde, Tristan Ulloa                              | Spania                                                         | [ 30 ]              |
| Nightworld: Survivor                     | David Straiton                        | Clé Bennett, Lawrence Bayne, Kurtys Kidd                                   | Canada                                                         |                     |
| The Rage: Carrie 2                       | Katt Shea                             | Emily Bergl, Eli Craig, Jason London                                       | Statele Unite ale Americii                                     | [ 31 ]              |
| Rage of the Werewolf                     | Kevin J. Lindenmuth                   | Debbie Rochon, Joe Zaso, Sarah K. Lippmann                                 | Statele Unite ale Americii                                     |                     |
| Ravenous                                 | Antonia Bird                          | Guy Pearce, Robert Carlyle, Jeffrey Jones                                  | Statele Unite ale Americii                                     | [ 32 ]              |
| Red Room                                 | Daisuke Yamanouchi                    | Yuuki Tsukamoto, Mayumi Ookawa, Sheena Nagamori                            | Japonia                                                        | [ 33 ]              |
| Retro Puppet Master                      | Joseph Tennent                        | Greg Sestero, Brigitta Dau                                                 | Statele Unite ale Americii                                     | [ 34 ]              |
| Resurrection                             | Russell Mulcahy                       | Christopher Lambert, Barbara Tyson, David Cronenberg                       | Statele Unite ale Americii                                     | [ 35 ]              |
| Ring 2                                   | Hideo Nakata                          | Miki Nakatani, Hitomi Sato, Kyoko Fukada                                   | Japonia                                                        | [ 36 ]              |
| The Ring Virus                           | Kim Dong-bin                          | Shin Eun-gyeong, Jeong Jin-yeong                                           | Coreea de Sud                                                  | [ 37 ]              |
| Shark Attack                             | Bob Misiorowski                       | Casper Van Dien, Jenny McShane, Ernie Hudson                               | Republica Irlanda · Africa de Sud · Statele Unite ale Americii | Television film     |
| Shikoku                                  | Shunichi Nagasaki                     | Yui Natsukawa, Michitaka Tsutsui, Chiaki Kuriyama                          | Japonia                                                        |                     |
| Sleepy Hollow                            | Tim Burton                            | Johnny Depp, Christina Ricci, Miranda Richardson                           | Statele Unite ale Americii                                     | [ 39 ]              |
| Stigmata                                 | Rupert Wainwright                     | Patricia Arquette, Gabriel Byrne, Nia Long                                 | Statele Unite ale Americii                                     | [ 40 ]              |
| Stir of Echoes                           | David Koepp                           | Kevin Bacon, Kathryn Erbe, Illeana Douglas                                 | Statele Unite ale Americii                                     | [ 41 ]              |
| Terror Firmer                            | Lloyd Kaufman                         | Will Keenan, Jasi Cotton Lanier, Alyce LaTourelle                          | Statele Unite ale Americii                                     | [ 42 ]              |
| Titanic 2000                             | John Paul Fedele                      | Zachary Winston Snygg, Jasi Cotton Lanier, Jacob Bogert                    | Statele Unite ale Americii                                     |                     |
| Tomie                                    | Ataru Oikawa                          | Miho Kanno, Mami Nakamura                                                  | Japonia                                                        | [ 43 ]              |
| Totem                                    | David DeCoteau                        | Alicia Lagano, Sacha Spencer, Marissa Tait                                 | Statele Unite ale Americii                                     | [ 44 ]              |
| Troublesome Night 5                      | Herman Yau                            | Louis Koo, Simon Lui, Law Lan, Wayne Lai                                   | Hong Kong                                                      |                     |
| Troublesome Night 6                      | Herman Yau                            | Louis Koo, Amanda Lee, Belinda Hamnett                                     | Hong Kong                                                      |                     |
| Unseen Evil                              | Jay Woelfel                           | Richard Hatch, Tim Thomerson, Cindi Braun                                  | Statele Unite ale Americii                                     | [ 45 ]              |
| Virus                                    | John Bruno                            | Jamie Lee Curtis, William Baldwin, Donald Sutherland                       | Statele Unite ale Americii                                     | [ 46 ]              |
| Warlock III: The End of Innocence        | Eric Freiser, Ashley Laurence         | Bruce Payne                                                                | Statele Unite ale Americii                                     | Direct-to-video     |
| A Wicked Ghost                           | Tony Leung Hung-Wah                   | Francis Ng, Gigi Lai, Gabriel Harrison, Edward Mok, Nelson Ngai, Celia Sze | Hong Kong                                                      |                     |
| Wishmaster 2: Evil Never Dies            | Jack Sholder                          | Andrew Divoff                                                              | Statele Unite ale Americii                                     | Direct-to-video     |
| Witchcraft X: Mistress of the Craft      | Elisar Cabrera                        | Eileen Daly                                                                | Regatul Unit al Marii Britanii și al Irlandei de Nord          | [ 49 ]              |
| Zelyonyy slonik                          | Svetlana Baskova                      | Aleksandr Maslaev, Anatoly Osmolovsky, Sergei Pakhomov                     | Rusia                                                          |                     |